# Chthonius heurtaultae
Espèce
Chthonius heurtaultae est une espèce de pseudoscorpions de la famille des Chthoniidae.

## Distribution
Cette espèce est endémique du Gard en France. Elle se rencontre dans la Grotte de Trabuc à Mialet et dans les Grottes du Pont de Salindres à Corbès.

## Étymologie
Cette espèce est nommée en l'honneur de Jacqueline Heurtault.

## Publication originale
- Leclerc, 1981 : Nouveaux Chthoniidae cavernicoles de la bordure orientale des Cévennes (France) (Arachnides, Pseudoscorpions). Revue Arachnologique, vol. 3, p. 115-131.